# William Baumol

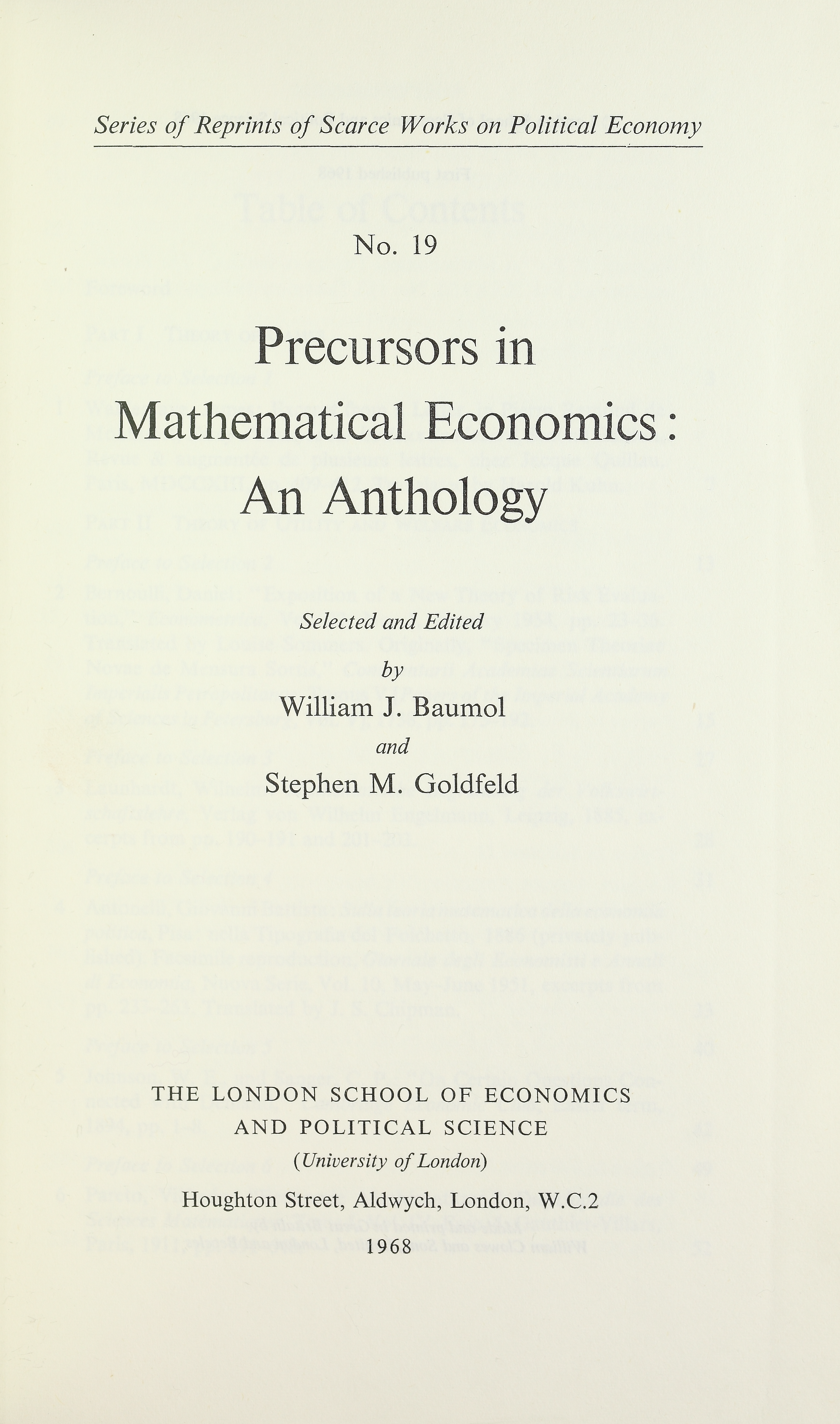
Precursors in mathematical economics, 1968

William Jack Baumol (Nueva York, 26 de febrero de 1922-4 de mayo de 2017) fue un economista de la Universidad de Nueva York (aunque también profesó en la Universidad de Princeton) que escribió sobre la economía laboral y otros factores económicos. También realizó valiosas contribuciones a la historia del pensamiento económico y a la teoría de la organización industrial y la regulación.

## Investigaciones
Entre sus contribuciones más conocidas se encuentran la teoría de los mercados disputables, el modelo de transacciones de Baumol-Tobin, la demanda de dinero, la enfermedad de los costos de Baumol, que analiza los crecientes costos asociados con las industrias de servicios, el modelo de maximización de los ingresos por ventas de Baumol y los impuestos de Pigou. Su investigación sobre economía ambiental reconoció el papel fundamental de las no convexidades en causar fallos en el mercado.
William Baumol también contribuyó a la transformación del campo de las finanzas y publicó contribuciones a las áreas de eficiencia de los mercados de capital, teoría de la cartera y presupuesto de capital.

### Espíritu emprendedor
El lugar de las innovaciones disruptivas y los emprendedores innovadores en la teoría económica tradicional (que describe muchos índices basados en la eficiencia que suponen resultados uniformes) presenta dilemas teóricos. Baumol contribuyó enormemente a esta área de la teoría económica. Las Reuniones Anuales de la American Economic Association en 2006 celebraron una sesión especial en su nombre, y en honor a sus muchos años de trabajo en el campo del espíritu empresarial y la innovación, donde se presentaron 12 artículos sobre el espíritu empresarial.
En 2003, Baumol recibió el Premio Global a la Investigación Empresarial "por su esfuerzo persistente para otorgarle al empresario un papel clave en la teoría económica dominante, por sus estudios teóricos y empíricos sobre la naturaleza del espíritu emprendedor y por su análisis. de la importancia de las instituciones y los incentivos para la asignación del espíritu empresarial ".
La revista de noticias británica, The Economist, publicó un artículo sobre William Baumol y su trabajo de toda la vida para desarrollar un lugar en la teoría económica para el empresario (11 de marzo de 2006, pp. 68), gran parte de la cual debe su origen a Joseph Schumpeter. Señalan que la teoría microeconómica tradicional suele tener un lugar para los "precios" y las "empresas", pero no para ese motor (aparentemente) importante de la innovación, el empresario. Baumol ayudó a remediar esta deficiencia: "Gracias a los esfuerzos minuciosos del propio Baumol, los economistas ahora tienen un poco más de espacio para los empresarios en sus teorías".
El libro de William Baumol, The Microtheory of Innovative Entrepreneurship es el primer análisis teórico formal del papel de los empresarios innovadores.

## Libros de texto
Baumol escribió varios libros de texto en economía, incluido un libro de texto introductorio con Alan Blinder titulado Macroeconomía: Principios y política. Su libro de texto de economía sobre investigación de operaciones fue bien recibido internacionalmente:
   "En los años sesenta y setenta, casi todos los departamentos de economía ofrecieron un curso sobre métodos de investigación de operaciones en economía, y el libro de texto habitual utilizado fue Teoría económica y análisis de operaciones por W. J. Baumol. Una generación entera de estudiantes de economía estaba familiarizada con este libro ..."

## Publicaciones
- "Community Indifference", 1946, RES
- "A Community Indifference Map: A construction", 1949, RES.
- "A Formalization of Mr. Harrod's Model", 1949, EJ.
- "The Analogy between Producer and Consumer Equilibrium Analysis", with Helen Makower, 1950, Economica.
- Economic Dynamics, with R. Turvey, 1951.
- "The Transaction Demand for Cash: An inventory-theoretic approach", 1952, QJE.
- "The Classical Monetary Theory: The outcome of the discussion", with G.S. Becker, 1952, Economica.
- Welfare Economics and the Theory of the State, 1952.
- "Firms with Limited Money Capital", 1953, Kyklos.
- Economic Processes and Policies, with L.V. Chandler, 1954.
- "More on the Multiplier Effect of a Balanced Budget", with M.H. Peston, 1955, AER.
- "Acceleration without Magnification", 1956, AER.
- "Variety in Retailing", with E.A. Ide, 1956 Management Science.
- "Speculation, Profitability and Stability", 1957, REStat.
- "Activity Analysis in One Lesson", 1958, AER.
- "On the Theory of Oligopoly", 1958, Economica.
- "Topology of Second Order Linear Difference Equations with Constant Coefficients", 1958, Econometrica.
- "The Cardinal Utility which is Ordinal", 1958, EJ.
- Business Behavior, Value and Growth, 1959.
- "Integer Programming and Pricing", with R.E. Gomory, 1960, Econometrica.
- Economic Theory and Operations Analysis, 1961.
- "What Can Economic Theory Contribute to Managerial Economics?", 1961, AER.
- "Pitfalls in Contracyclical Policies: Some tools and results", 1961, REStat.
- "The Theory of Expansion of the Firm", 1962, AER.
- "Stocks, Flows and Monetary Theory", 1962, QJE.
- "An Expected Gain-Confidence Limit Criterion for Portfolio Selection", 1963, Management Science.
- "Rules of Thumb and Optimally Imperfect Decisions", with R. E. Quandt, 1964, American Economic Review, 54, p. 23–46
- "Decomposition, Pricing for Decentralization and External Economics", with T.Fabian, 1964, Management Science.
- "On the Performing Arts: the anatomy of their economic problems", with W.G. Bowen, 1965, AER.
- "Investment and Discount Rates Under Capital Rationing", with R.E.Quandt, 1965, EJ.
- "Informed Judgement, Rigorous Theory and Public Policy", 1965, Southern EJ.
- The Stock Market and Economic Efficiency, 1965.
- Performing Arts: the economic dilemma, 1966.
- "The Ricardo Effect in Point-Input, Point-Output Case", 1966, Essays in Mathematical Economics in Honor of Oskar Morgenstern.
- "Macroeconomics of Unbalanced Growth: The anatomy of urban crisis", 1967, AER.
- "Calculation of Optimal Product and Retailer Characteristics", 1967, JPE.
- "The Firm's Optimal Debt-Equity Combination and the Cost of Capital", with B.G. Malkiel, 1967, QJE.
- "Error Produced by Linearization in Mathematical Programming", with R. Bushnell, 1967, Econometrica.
- "The Dual of Nonlinear Programming and its Economic Interpretation", with M.L.Balinski, 1968, RES.
- "Entrepreneurship in Economic Theory", 1968, May, American Economic Review
- "On the Social Rate of Discount", 1968, AER.
- "On the Discount Rate for Public Projects", 1969, Analysis and Evaluation of Public Expenditures.
- "Input Choices and Rate-of-Return Regulation: An overview of the discussion", with A.K.Klevorick, 1970, Bell JE.
- "Optimal Departures from Marginal Cost Pricing", with D.F. Bradford, 1970, AER.
- "The Economics of Athenian Drama", 1971, QJE.
- Environmental protection, International Spillovers and Trade, 1971.
- "On the Economics of the Theatre in Renaissance London" with Mary Oates, 1972, Swedish JE.
- "The Dynamics of Urban Problems and its Policy Implications", 1972, in Preston and Corry, editors, Essays in Honor of Lord Robbins.
- "Taxation and the Control of Externalities", 1972, AER.
- "Detrimental Externalities and Non-Convexity of the Production Set", with D.F. Bradford, 1972, Economica.
- "The Transformation of Values: What Marx 'Really' Meant", 1974, JEL.
- The Theory of Environmental Policy, with W.E.Oates, 1975.
- Economics, Environmental Policy and Quality of Life, with W.E.Oates and S.A. Batey Blackman 1979.
- Contestable Markets and the Theory of Industry Structure, with J.C. Panzar and R.D. Wilig, 1982
- "Contestable Markets: An Uprising in the Theory of Industry Structure", 1982, "AER".
- Microtheory: Applications and origins, 1986
- Superfairness: Application and theory, with D. Fischer, 1986
- "The Optimal Cash Balance Proposition: Maurice Allais' Priority", with J. Tobin, 1989, JEL
- Productivity and American Leadership: The long view, with S.A. Batey Blackman and E.N. Wolff, 1989.
- Entrepreneurship: Productive, Unproductive and Destructive, Journal of Political Economy, Vol. 98(3), pp. 893–921, 1990
- Perfect Markets and Easy Virtue: Business ethics and the invisible hand, with S.A. Batey Blackman, 1992
- Entrepreneurship, Management and the Structure of Profit, 1993.
- The Free Market Innovation Machine: Analyzing the Growth Miracle of Capitalism, 2002.
- Good Capitalism, Bad Capitalism, and the Economics of Growth and Prosperity, co-authored with Robert Litan and Carl J. Schramm, 2007
- The Cost Disease: Why Computers get Cheaper and Health Care Doesn't, 2012 https://yalebooks.yale.edu/book/9780300198157/cost-disease